# Natalie Coughlin
Natalie Anne Coughlin, född 23 augusti 1982 i Vallejo, Kalifornien, är en amerikansk simmare. I de olympiska sommarspelen 2008 blev hon den första amerikanska kvinnan någonsin att vinna 6 medaljer under samma OS, och den första kvinnan att vinna 100 m ryggsim 2 OS i rad. Hon är känd för sin dominans på kortbana, och för sina undervattenskickar. För tillfället har hon världs-, amerikanskt och US Openrekord i ett antal grenar, samt 11 OS-medaljer.

## Biografi
Coughlin föddes i Vallejo, Kalifornien, av Jim och Zennie (Bohn) Coughlin. Hon gick i skolan på St. Catherine's of Sienna i Vallejo till åttonde klass för att sedan byta till en annan skola i Contra Costa County. Coughlin bor i Lafayette, Kalifornien, men var från början från Concord, Kalifornien och av irländskt ursprung och en fjärdedels filipin. Natalie Coughlin började först att simma på den lokala YMCA när hon var 10 månader gammal. 1998, vid 15 års ålder blev hon den första simmaren att kvalificera sig till Summer National i alla 14 grenar.
I april 2008 förlovade hon sig med Crow Canyon Sharks tränare, Ethan Hall; de planerade att gifta sig i april 2009.
Före de olympiska sommarspelen 2004, var hon en student-idrottare vid Carondelet High School i Concord CA, Diablo Valley College i Pleasant Hill, Kalifornien, och senare University of California, Berkeley, där hon tog en BA i psykologi 2005. Coughlin vann National Collegiate Athletic Association Swimmer of the Year 12 gånger, under hennes första tre år vid universitetet. 
Coughlin arbetade för MSNBC under de olympiska vinterspelen 2006 i Turin.

## OS 2004
Coughlin vann guldmedalj på distansen 100 m ryggsim i OS 2004. Hon var även en av simmarna som tog silver på distansen 4x100 m frisim, tillsammans med Kara Lynn Joyce, Amanda Weir, och Jenny Thompson. Natalie slog världsrekordet och vann guld i grenen 4x200 m frisim lagkapp, och tog brons på 100 m frisim. Hennes tid på 4x200 m frisim skulle ha räckt till ett guld i 200 m frisims grenen.
| OS 2004                                 | OS 2004                                 | OS 2004                                 | OS 2004                                 |
| Medaljer: 5 (2 guld, 2 silver, 1 brons) | Medaljer: 5 (2 guld, 2 silver, 1 brons) | Medaljer: 5 (2 guld, 2 silver, 1 brons) | Medaljer: 5 (2 guld, 2 silver, 1 brons) |
| --------------------------------------- | --------------------------------------- | --------------------------------------- | --------------------------------------- |
| Datum                                   | Gren                                    | Tid                                     | Plats                                   |
| 14 augusti                              | 4×100 m frisim lagkapp                  | 3:36.39 AR                              | 2                                       |
| August 16                               | 100 m ryggsim                           | 1:00.37 **                              | 1                                       |
| August 18                               | 4×200 m frisim lagkapp                  | 7:53.42 WR                              | 1                                       |
| August 19                               | 100 m frisim                            | 54.40                                   | 3                                       |
| August 21                               | 4×100 m medley lagkapp                  | 3:59.12 ***                             | 2                                       |

- WR: Världsrekord; AR: Amerikanskt Rekord

- ** Coughlin satte olympiskt rekord i semifinalen (1:00.17).

- *** Coughlin satte nytt olympiskt rekord på 100 m ryggsim (59.68) på första sträckan på lagkappen.

## OS 2008
I hennes andra OS år 2008 i Peking blev hon den första kvinnliga amerikanen att vinna 6 medaljer i ett OS.
Hon valdes att leda det amerikanska simlandslaget tillsammans med Dara Torres och Amanda Beard.
Coughlin vann guldmedalj på sträckan 100 m ryggsim och blev den första kvinnan att försvara sin medalj 2 OS i rad på sträckan. Hon förlorade dock sitt världsrekord till silvermedaljören Kirsty Coventry (tog världsrekordet i semin). När hon hämtade medaljen blödde fortfarande hennes läpp som hon hade bitit i för att distrahera mot smärtan i hennes ben..
Hon vann även en silvermedalj på distansen 4×100 m frisim lagkapp, med simmarna Lacey Nymeyer, Kara Lynn Joyce och Dara Torres, och bronsmedaljer på 200 m medley, 4x200 m frisim lagkapp, och 100 m frisim.  Hon vann även ett silver hennes avslutande gren 4x100 medley lagkapp tillsammans med Rebecca Soni, Christine Magnuson, och Dara Torres.
| OS 2008                                 | OS 2008                                 | OS 2008                                 | OS 2008                                 |
| Medaljer: 6 (1 guld, 2 silver, 3 brons) | Medaljer: 6 (1 guld, 2 silver, 3 brons) | Medaljer: 6 (1 guld, 2 silver, 3 brons) | Medaljer: 6 (1 guld, 2 silver, 3 brons) |
| --------------------------------------- | --------------------------------------- | --------------------------------------- | --------------------------------------- |
| Datum                                   | Gren                                    | Tid                                     | Plats                                   |
| 10 augusti                              | 4×100 m frisim lagkapp                  | 3:34.33                                 | 2                                       |
| 12 augusti                              | 100 m ryggsim                           | 58.96                                   | 1                                       |
| 13 augusti                              | 200 m medley                            | 2:10.34                                 | 3                                       |
| 14 augusti                              | 4×200 m frisim lagkapp                  | 7:46.33                                 | 3                                       |
| 15 augusti                              | 100 m frisim                            | 53.39                                   | 3                                       |
| 17 augusti                              | 4×100 m medley lagkapp                  | 3:53.30                                 | 2                                       |

## Rekord
Coughlin har satt ett antal världsrekord. Hon var bland annat den första kvinnan att simma snabbare än 1 minut (långbana) på 100 m ryggsim, hon har dock inte världsrekordet där längre. Hennes nuvarande världsrekord är 100 m medley och ryggsim (kortbana), hon har också det amerikanska rekordet på båda sträckorna fast i långbana, och 100 frisim, 100 ryggsim, och 100 fjärilsim (långbana), samt 50, 100, & 200 frisim, 100 & 200 ryggsim, och 100 & 200 fjärilsim (kortbana).